# Maxim Dmitrijewitsch Schostakowitsch

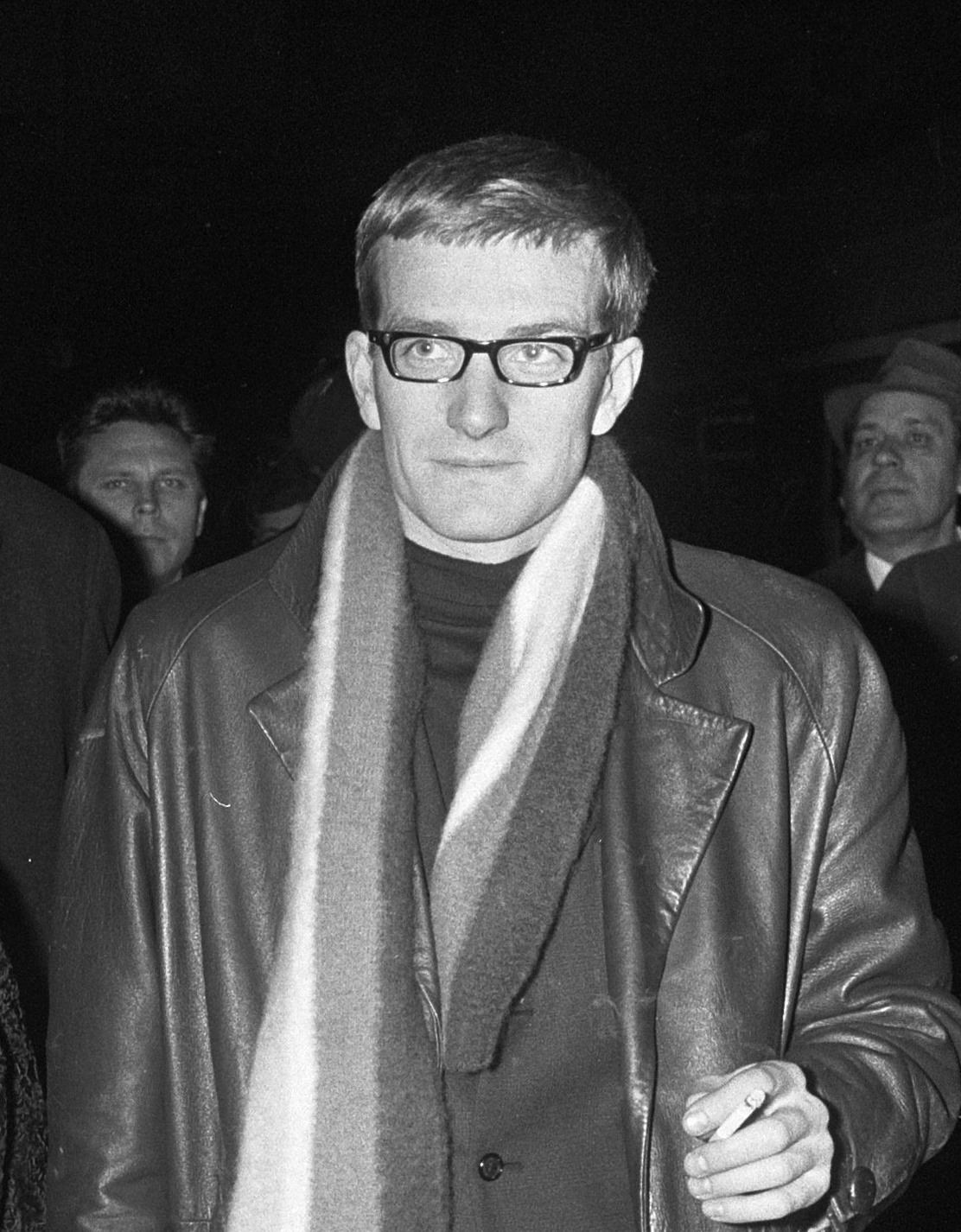
Maxim Schostakowitsch, 1967

Maxim Dmitrijewitsch Schostakowitsch (russisch Максим Дмитриевич Шостакович; * 10. Mai 1938 in Leningrad) ist ein russischer Dirigent und Pianist.

## Leben
Maxim Schostakowitsch wurde als zweites Kind von Dmitri Schostakowitsch und Nina Warsar (Tochter der Astronomin Sofja Warsar) geboren. Seine musikalische Ausbildung erhielt er zunächst an der Leningrader Musikschule, dann am Moskauer Konservatorium, u. a. bei Gennadi Roschdestwenski, Igor Markevitch, als auch Otto-Werner Mueller. 1971 wurde er Chefdirigent des Radiosinfonieorchesters der UdSSR und dirigierte in dieser Funktion auch die Uraufführung der 15. Sinfonie seines Vaters am 8. Januar 1972. Am 11. April 1981 setzte er sich nach einem Konzert in Fürth vom Orchester ab und emigrierte mit seinem Sohn in die USA. Nach zeitweiliger Leitung des New Orleans Symphony Orchestra (1986–1991) und des Hong Kong Philharmonic Orchestra kehrte er im Juni 1994 zum ersten Mal nach 1981 in seine Heimat zurück, um in St. Petersburg zu dirigieren.
Maxim ist Widmungsträger des 2. Klavierkonzerts seines Vaters und war auch Pianist der Uraufführung. Seit 1975 hat er viele auch unbekanntere Werke seines Vaters aufgeführt und so zu deren Verbreitung beigetragen.
Sein Sohn Dmitri Maximowitsch Schostakowitsch ist gleichfalls Pianist.